# Тишковка (Новомиргородская городская община)
Тишковка (укр. Тишківка) — село в Новомиргородской городской общине Новоукраинского района Кировоградской области Украины.
Население по переписи 2001 года составляло 1041 человек. Почтовый индекс — 26031. Телефонный код — 5256. Код КОАТУУ — 3523887301.

## История
Село Тишковка было в составе Оситнянской волости Чигиринского уезда Киевской губернии. В селе была Покровская церковь. Священнослужители Покровской церкви:
- 1817 — священник Василий Осипович Подгурский
- 1822 — священник Харлампий Павлович Потарслинский
- 1826 — священник Константин Величковский

До 2020 года село входило в Новомиргородский район